# Eonium drzewiaste
Eonium drzewiaste (Aeonium arboreum Webb & Berthel.) – gatunek roślin z rodziny gruboszowatych (Crassulaceae). Pochodzi z Wysp Kanaryjskich i Maroka, rozprzestrzenił się i obecnie rośnie na naturalnych stanowiskach również w Algierii, Tunezji, na Maderze, w Anglii, Grecji, Włoszech, Francji, Portugalii, Hiszpanii, a także w stanie Kalifornia w USA, w Meksyku oraz w Australii i Nowej Zelandii. Ponadto jest uprawiany w wielu krajach świata.

## Morfologia i biologia
PokrójKrzew o zgrubiałych łodygach i liściach (sukulent). W swojej ojczyźnie rośnie na nasłonecznionych, kamienistych zboczach gór i osiąga wysokość do 2 m, uprawiany w mieszkaniu rzadko przekracza 60 cm.
LiścieMięsiste,  o łopatkowatym kształcie i długości 5-15 cm. Wyrastają w rozetce na szczycie pędu. Dolne liście stopniowo opadają (zazwyczaj zimą).
KwiatyO średnicy ok. 2 cm, promieniste, trąbkowate, bardzo liczne, zebrane w duży, stożkowaty kwiatostan o długości do 30 cm. Są w różnych odcieniach żółtego koloru, ale istnieją kultywary o kwiatach czerwonych. Po przekwitnięciu pęd kwiatostanowy obumiera
Uprawiany w mieszkaniu jest długowieczny, obumierają tylko te pędy, które zakwitły. Roślina z uszkodzonych pędów wydziela sok mleczny, który może podrażnić skórę.

## Zastosowanie i uprawa
ZastosowaniePochodzi z rejonów o ciepłym klimacie. W Polsce może być uprawiany tylko jako roślina pokojowa lub w ogrzewanych szklarniach. Z drzewiastych form można tworzyć bonsai.
WymaganiaPodłoże typowe dla roślin doniczkowych. Najlepsze są szerokie i niskie doniczki. Wymaga silnego oświetlenia, w pokoju musi być ustawione blisko południowego okna, jednak jeśli jest tuż za szybą może ulec oparzeniu, w lecie należy więc go odsunąć od okna. Można w lecie wynieść na balkon czy werandę, jeśli są zabezpieczone przed deszczem. Przed przymrozkami musi być wniesiony do pomieszczenia. Jest wytrzymały na suche powietrze i zimą dobrze znosi centralne ogrzewanie mieszkań. Temperatura nie powinna być niższa od 8-12o C, w niższej temperaturze żółkną mu i opadają liście.
Zabiegi uprawoweRoślina łatwo się rozkrzewia. Jeśli nie chcemy, by miała jeden tylko pień jak drzewo, lecz była krzewiasta, należy za młodu ściąć ją niewysoko nad ziemią. Od wiosny do jesieni podlewa się tak, by ziemia zdążyła z góry przeschnąć, zimą tylko z rzadka. Roślina lepiej znosi chwilowy brak wody, niż nadmierne podlewanie, które powoduje gnicie korzeni. Nawożenie tylko w lecie, niewiele, najlepiej specjalnymi nawozami dla sukulentów. Przesadzanie do większej doniczki tylko wtedy, gdy jest już wyraźnie za mała. Rozmnaża się dość łatwo z sadzonek liściowych lub pędowych. Po odcięciu pędu należy go przed zsadzonkowaniem na jakiś czas przetrzymać w suchym miejscu, by linia cięcia przeschła, inaczej może gnić. Sadzonkuje się w czystym piasku.

## Kultywary(odmiany uprawne)

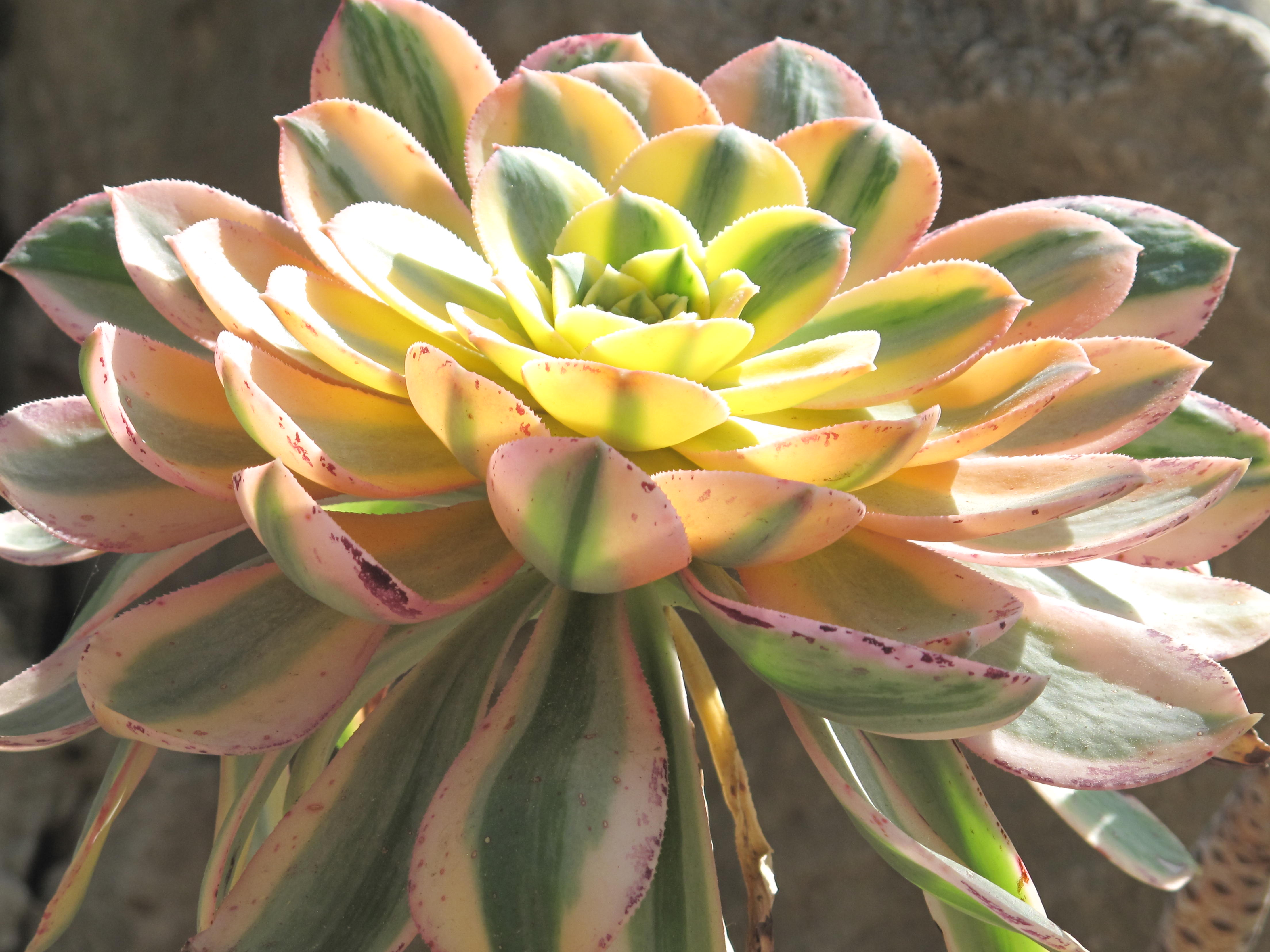
'Albovariegatum'
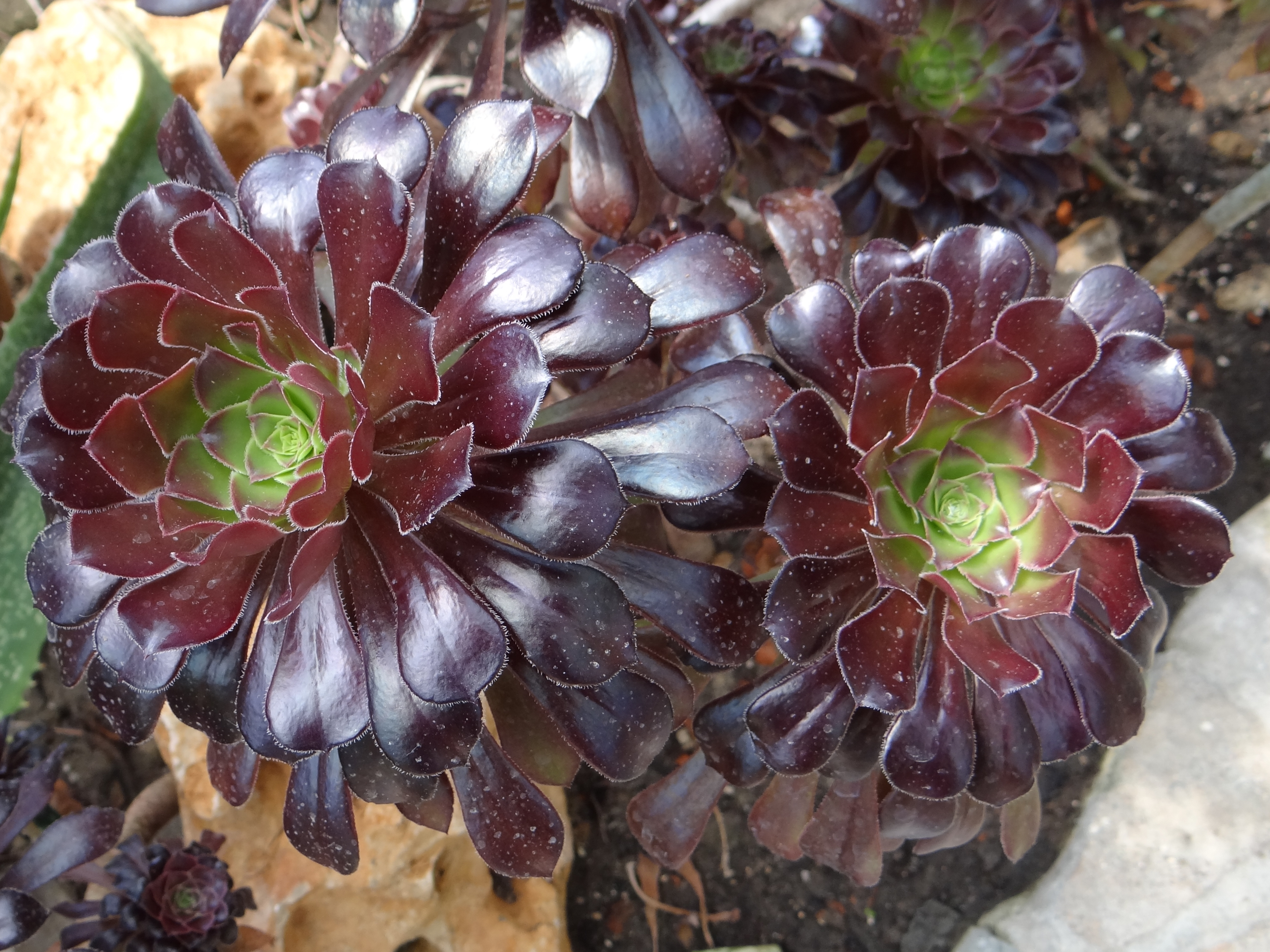
'Atropurpureum'
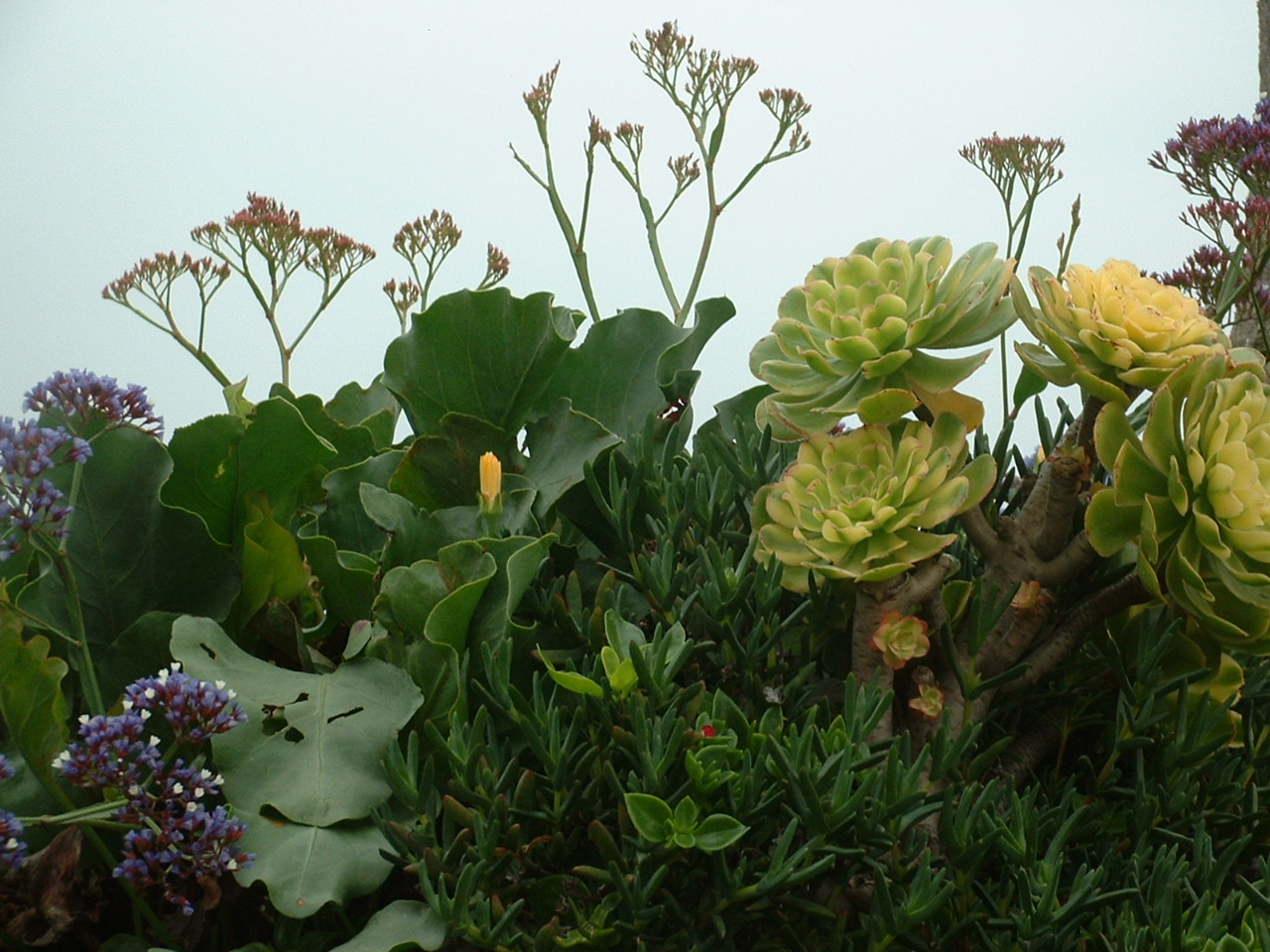
'Luteovariegatum'
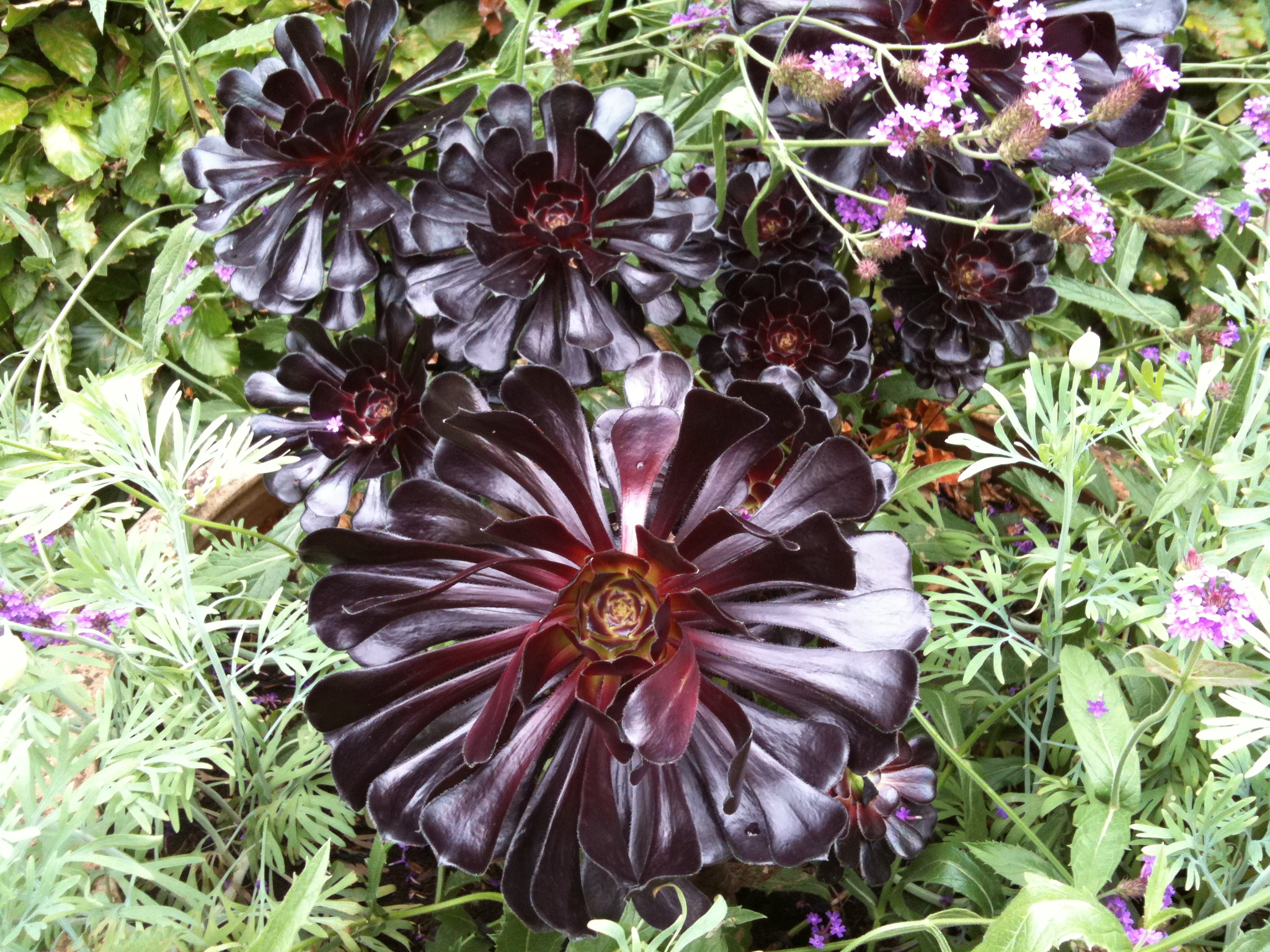
'Zwartkop'